# National Football League 1973
La stagione NFL 1973 fu la 54ª stagione sportiva della National Football League, la massima lega professionistica statunitense di football americano. La finale del campionato, il Super Bowl VIII, si disputò il 13 gennaio 1974 al Rice Stadium di Houston, in Texas e si concluse con la vittoria dei Miami Dolphins sui Minnesota Vikings per 27 a 7. La stagione iniziò il 16 settembre 1973 e si concluse con il Pro Bowl 1974 che si tenne il 20 gennaio al Arrowhead Stadium, di Kansas City.
In questa stagione per la prima volta venne introdotto un sistema standardizzato di numerazione delle maglie dei giocatori legato alla loro posizione in campo. La stagione vide anche O.J. Simpson diventare il primo running back a superare il limite delle 2.000 iarde guadagnate su corsa.

## Modifiche alle regole
- Venne deciso che i nuovi giocatori dovessero indossare un numero di maglia legato al loro ruolo:
  - da 1 a 19 per quarterback e specialisti (kicker, punter, eccetera)
  - da 20 a 49 per running back e defensive back
  - da 50 a 59 per linebacker e centri
  - da 60 a 79 per uomini della defensive line e della offensive line, tranne i centri
  - da 80 a 89 per wide receiver
  - i numeri 0, 00 e da 90 a 99 vennero vietati.

Ai giocatori che nella stagione precedente militavano già nella NFL fu concesso di non adeguarsi alla nuova norma. Questo sistema rimase in vigore fino al 1979 quando vennero reintrodotti i numeri da 90 a 99.
- Venne vietato ai difensori di farsi sollevare dai compagni di squadra o di salire sulla loro schiena per cercare di bloccare field goal o extra point.
- Venne stabilito che dopo un cambio di possesso il tempo venisse fatto ripartire dallo snap successivo.
- Venne stabilito che se si verifica un fallo di un giocatore della squadra d'attacco e un cambio di possesso di palla, il quarto di gioco può essere prolungato di un'azione dalla squadra avversaria.
- Venne deciso che se durante un calcio un giocatore della squadra che lo riceve commette un fallo, si presume che il cambio di possesso sia avvenuto e la palla andrà comunque alla sua squadra seppur penalizzata.

## Stagione regolare
La stagione regolare si svolse in 14 giornate, iniziò il 16 settembre e terminò il 16 dicembre 1973.

### Risultati della stagione regolare
- V = Vittorie, S = Sconfitte, P = Pareggi, PCT = Percentuale di vittorie, PF = Punti Fatti, PS = Punti Subiti
- La qualificazione ai play-off è indicata in verde

| AFC East             |    |    |   |     |     |     |
| Squadra              | V  | S  | P | PCT | PF  | PS  |
| (*) Miami Dolphins   | 12 | 2  | 0 | 857 | 343 | 150 |
| Buffalo Bills        | 9  | 5  | 0 | 643 | 259 | 230 |
| New England Patriots | 5  | 9  | 0 | 357 | 258 | 300 |
| New York Jets        | 4  | 10 | 0 | 286 | 240 | 306 |
| Baltimore Colts      | 4  | 10 | 0 | 286 | 226 | 341 |

| NFC East                |    |    |   |     |     |     |
| Squadra                 | V  | S  | P | PCT | PF  | PS  |
| (*) Dallas Cowboys      | 10 | 4  | 0 | 714 | 382 | 203 |
| (*) Washington Redskins | 10 | 4  | 0 | 714 | 325 | 198 |
| Philadelphia Eagles     | 5  | 8  | 1 | 393 | 310 | 393 |
| Saint Louis Cardinals   | 4  | 9  | 1 | 321 | 286 | 365 |
| New York Giants         | 2  | 11 | 1 | 179 | 226 | 362 |

| AFC Central             |    |    |   |     |     |     |
| Squadra                 | V  | S  | P | PCT | PF  | PS  |
| (*) Cincinnati Bengals  | 10 | 4  | 0 | 714 | 286 | 231 |
| (*) Pittsburgh Steelers | 10 | 4  | 0 | 714 | 347 | 210 |
| Cleveland Browns        | 7  | 5  | 2 | 571 | 234 | 255 |
| Houston Oilers          | 1  | 13 | 0 | 71  | 199 | 447 |

| NFC Central           |    |    |   |     |     |     |
| Squadra               | V  | S  | P | PCT | PF  | PS  |
| (*) Minnesota Vikings | 12 | 2  | 0 | 857 | 296 | 168 |
| Detroit Lions         | 6  | 7  | 1 | 464 | 271 | 247 |
| Green Bay Packers     | 5  | 7  | 2 | 429 | 202 | 259 |
| Chicago Bears         | 3  | 11 | 0 | 214 | 195 | 334 |

| AFC West            |   |    |   |     |     |     |
| Squadra             | V | S  | P | PCT | PF  | PS  |
| (*) Oakland Raiders | 9 | 4  | 1 | 679 | 292 | 175 |
| Kansas City Chiefs  | 7 | 5  | 2 | 571 | 231 | 192 |
| Denver Broncos      | 7 | 5  | 2 | 571 | 354 | 296 |
| San Diego Chargers  | 2 | 11 | 1 | 179 | 188 | 386 |

| NFC West             |    |   |   |     |     |     |
| Squadra              | V  | S | P | PCT | PF  | PS  |
| (*) Los Angeles Rams | 12 | 2 | 0 | 857 | 388 | 178 |
| Atlanta Falcons      | 9  | 5 | 0 | 643 | 318 | 224 |
| San Francisco 49ers  | 5  | 9 | 0 | 357 | 262 | 319 |
| New Orleans Saints   | 5  | 9 | 0 | 357 | 163 | 312 |

## Play-off
I play-off iniziarono con i Divisional Playoff il 22 e 23 dicembre 1973, i Conference Championship Game si giocarono il 30 dicembre. Il Super Bowl VIII si giocò il 13 gennaio 1974 al Rice Stadium di Kansas City.

### Incontri
|  | Divisional Play-off | Divisional Play-off | Divisional Play-off |        |           | Conference Championship | Conference Championship | Conference Championship |  |  | Super Bowl VIII | Super Bowl VIII | Super Bowl VIII |  |
|  |                     |                     |                     |        |           |                         |                         |                         |  |  |                 |                 |                 |  |
|  | Washington          | Washington          | 20                  |        |           |                         |                         |                         |  |  |                 |                 |                 |  |
|  | Washington          | Washington          | 20                  |        |           |                         |                         |                         |  |  |                 |                 |                 |  |
|  | Minnesota           | Minnesota           | 27                  |        |           |                         |                         |                         |  |  |                 |                 |                 |  |
|  | Minnesota           | Minnesota           | 27                  |        | Minnesota | Minnesota               | 27                      |                         |  |  |                 |                 |                 |  |
|  |                     |                     |                     |        | Minnesota | Minnesota               | 27                      |                         |  |  |                 |                 |                 |  |
|  |                     |                     | Dallas              | Dallas | 10        |                         |                         |                         |  |  |                 |                 |                 |  |
|  | L.A. Rams           | L.A. Rams           | Dallas              | Dallas | 10        | 16                      |                         |                         |  |  |                 |                 |                 |  |
|  | L.A. Rams           | L.A. Rams           |                     |        |           |                         |                         |                         |  |  |                 |                 |                 |  |
|  | Dallas              | Dallas              | 27                  |        |           |                         |                         |                         |  |  |                 |                 |                 |  |
|  | Dallas              | Dallas              | 27                  |        | Minnesota | Minnesota               | 7                       |                         |  |  |                 |                 |                 |  |
|  |                     |                     |                     |        |           |                         |                         |                         |  |  |                 |                 |                 |  |
|  |                     |                     | Miami               | Miami  | 24        |                         |                         |                         |  |  |                 |                 |                 |  |
|  | Pittsburgh          | Pittsburgh          | Miami               | Miami  | 24        | 14                      |                         |                         |  |  |                 |                 |                 |  |
|  | Pittsburgh          | Pittsburgh          |                     |        |           |                         |                         |                         |  |  |                 |                 |                 |  |
|  | Oakland             | Oakland             | 33                  |        |           |                         |                         |                         |  |  |                 |                 |                 |  |
|  | Oakland             | Oakland             | 33                  |        | Oakland   | Oakland                 | 10                      |                         |  |  |                 |                 |                 |  |
|  |                     |                     |                     |        | Oakland   | Oakland                 | 10                      |                         |  |  |                 |                 |                 |  |
|  |                     |                     | Miami               | Miami  | 27        |                         |                         |                         |  |  |                 |                 |                 |  |
|  | Cincinnati          | Cincinnati          | Miami               | Miami  | 27        | 16                      |                         |                         |  |  |                 |                 |                 |  |
|  | Cincinnati          | Cincinnati          |                     |        |           |                         |                         |                         |  |  |                 |                 |                 |  |
|  | Miami               | Miami               | 34                  |        |           |                         |                         |                         |  |  |                 |                 |                 |  |

Nota: Gli accoppiamenti nei Divisional playoff venivano stabiliti mediante criteri di rotazione.

### Vincitore
| Vincitori del Super Bowl VIII Miami Dolphins 2º titolo |

## Premi individuali
| MVP della NFL                 | O.J. Simpson, Running Back, Buffalo       |
| Allenatore dell'anno          | Chuck Knox, L.A. Rams                     |
| Giocatore offensivo dell'anno | O.J. Simpson, Running Back, Buffalo       |
| Difensore dell'anno           | Dick Anderson, Safety, Miami              |
| Rookie offensivo dell'anno    | Chuck Foreman, Running Back, Minnesota    |
| Rookie difensivo dell'anno    | Wally Chambers, Defensive tackle, Chicago |